# バレーボールインドネシア男子代表
バレーボールインドネシア男子代表（バレーボールインドネシア だんしだいひょう）は、バレーボールの国際大会で編成されるインドネシアの男子バレーボールナショナルチームである。

## 歴史
1959年に国際バレーボール連盟へ加盟。1975年アジア選手権に初出場し6位。2005年大会からアジア選手権に連続出場している。2008年にはポルトガルで行われた2008年北京オリンピックのバレーボール競技・世界最終予選エスピーノ・ラウンドに出場した。世界選手権は予選敗退が続いており、2010年世界選手権アジア予選も2次ラウンドグループ2位で敗退した。

## 過去の成績

### オリンピックの成績
- 2008年 - 最終予選敗退

### 世界選手権の成績
- 1998年 - アジア予選敗退
- 2002年 - アジア予選敗退
- 2006年 - アジア予選敗退
- 2010年 - アジア予選敗退

### アジア選手権の成績
| - 1975年 - 6位 - 1983年 - 9位 - 1991年 - 6位 - 1999年 - 6位 - 2005年 - 11位 - 2007年 - 7位 | - 2009年 - 6位 |  |